# Leptochilus cordatus
Leptochilus cordatus är en stensöteväxtart som först beskrevs av Christ, och fick sitt nu gällande namn av Ren-Chang Ching. Leptochilus cordatus ingår i släktet Leptochilus och familjen Polypodiaceae. Inga underarter finns listade.